# 正阳门下
《正阳门下》，又名爷们是怎样炼成的，由刘家成担任导演，朱亚文、杨立新、李光复、倪大宏主演，讲述北京普通百姓在经历了波澜壮阔的改革开放，时代背景下面对社会变迁而艰苦创业的故事。本片男主人公韩春明的原型是本片编剧制片人以及苏萌大舅的扮演者郝金明。

## 播出時間
| 頻道           | 國家/地區 | 播放日期      | 備註                         |
| -------------- | --------- | ------------- | ---------------------------- |
| 湖北综合频道   | 中国      | 2013年6月4日  | 改名為《爷们儿是怎样炼成的》 |
| 山东台齐鲁频道 | 中国      | 2013年6月4日  |                              |
| 央視八套       | 中国      | 2013年6月30日 |                              |
| 北京卫视       | 中国      | 2013年8月8日  |                              |
| MOD ELTA 綜合  | 臺灣      | 2014年8月14日 |                              |
| 年代 MUCH      | 臺灣      | 2019年3月11日 |                              |

註：
1. ↑  以播映時間先後排列

## 演出

### 韩家
| 角色   | 演员   | 备注 |
| 韩母   | 李野萍 | 韩春明的母亲，偏爱小儿子 |
| 韩春松 | 贺云庆 | 韩春明的大哥 |
| 韩春雪 | 袁慧芳 | 韩春明的大姐 |
| 韩春燕 | 魏小军 | 韩春明的二姐 |
| 韩春生 | 张青   | 韩春明的二哥 |
| 韩春明 | 朱亚文 | 韩家三子，排行老五，插队返城。喜欢历史，爱好收藏古玩。与涛子、蔡晓丽合伙开酒楼 “茶罢楼”，之后蔡晓丽退股，春明把股份转赠给了关小关 |
| 大姨   | 孙桂田 | 韩母的姐姐，韩家姐弟的大姨 |
| 三姨   |        | |
| 孟小杏 | 陈思斯 | 韩春明出了“五服”的乡下表妹 |
| 孟小枣 | 尹馨梓 | 孟小杏的妹妹，被韩春明从乡下叫来照顾关大爷                                                                                        |
| 李跃进 | 王鲁   | 孟小枣的丈夫，韩春明的妹夫 |

### 苏家
| 角色   | 演员     | 备注                                   |
| 苏奶奶 | 李文玲   | 苏萌的奶奶                             |
| 苏父   | 郑强     | 苏萌的父亲                             |
| 苏母   | 哈斯高娃 | 苏萌的母亲                             |
| 苏萌   | 边潇潇   | 韩春明的恋人，也是他从小一起长大的邻居 |
| 大舅   | 郝金明   | 苏萌的舅舅                             |

### 程家
| 角色   | 演员   | 备注                                                                                  |
| 程父   | 卫国   | 程建军的父亲                                                                          |
| 程母   | 李红菊 | 程建军的母亲                                                                          |
| 程建军 | 朱铁   | 韩春明的同学兼邻居,嫉妒韩春明的苏萌的感情，一度追求苏萌，後娶蔡曉麗。離婚後娶孟小杏。 |
| 蔡晓丽 | 张晶晶 | 韩春明插队时候的好朋友，程建军的妻子，後離婚，之後又跟程建軍復婚                      |
| 蔡母   | 赵志华 |                                                                                       |

### 关家
| 角色   | 演员   | 备注 |
| 关大爷 | 倪大宏 | 关于山，崇文门税官的后人，韩春明的师傅,人称“九门提督”。对古玩很有研究。“茶飘香，酒罢去，聚朋友，再回楼” |
| 关父   | 杜功海 | 关小关的父亲，关大爷的儿子                                                                              |
| 关母   | 杨漫   | 关小关的母亲，关大爷的儿媳妇                                                                            |
| 关小关 | 范琳琳 | 绰号“小懒猫”，关大爷的孙女，涛子的妻子。原为四星级酒楼经理，后被春明请到“茶罢楼”出任经理                |
| 涛子   | 迟佳   | 李成涛，韩春明在食品厂的兄弟，后来一起挣钱开酒楼                                                        |

### 侯家
| 角色   | 演员   | 备注                                        |
| 破烂侯 | 李光复 | 韩春明邻居，开始收古玩,后和韩春明合作做生意 |
| 侯素娥 | 张莉   | 破烂侯的女儿，後改嫁給蘇萌大舅              |

### 其他
| 角色     | 演员   | 备注                           |
| 李媛     | 王诗沂 | 苏萌的好友，曾和苏萌是同事     |
| 杨华键   | 吴楠   | 韩春明插队时候的同学、朋友     |
| 毛地图   | 宋宗轩 | 韩春明插队时候的同学、朋友     |
| 郭大爷   | 张绍荣 | 韩春明的邻居                   |
| 郭大妈   | 李红   | 郭大爷的老伴，也是韩春明的邻居 |
| 杨书记   | 杨立新 |                                |
| 苏萌秘书 | 张铭真 |                                |
| 保卫科长 | 朱庆品 |                                |